# Arcade Fire (EP)
Arcade Fire è il primo EP del gruppo musicale canadese Arcade Fire, pubblicato nel 2003 dalla Merge Records.
La canzone No Cars Go compare nell'album Neon Bible; nella traccia Headlights Look like Diamonds, ha collaborato anche Josh Deu.

## Tracce
1. Old Flame – 3:55
2. I'm Sleeping in a Submarine – 2:46
3. No Cars Go – 6:00
4. The Woodlands National Anthem – 3:56
5. My Heart Is an Apple – 4:25
6. Headlights Look like Diamonds – 4:22
7. Vampire/Forest Fire – 7:13